# Klarakirche (Stockholm)

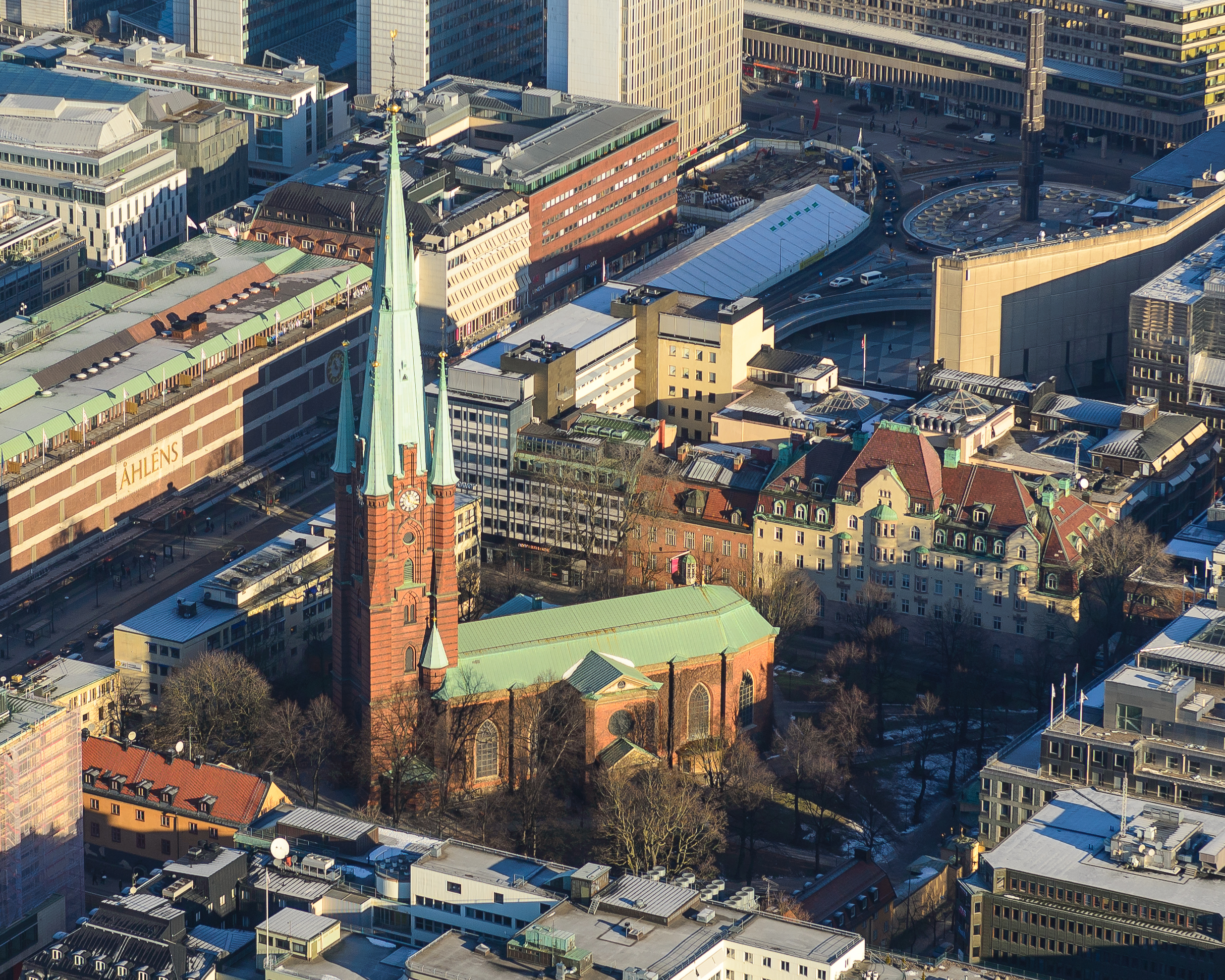
Klarakirche

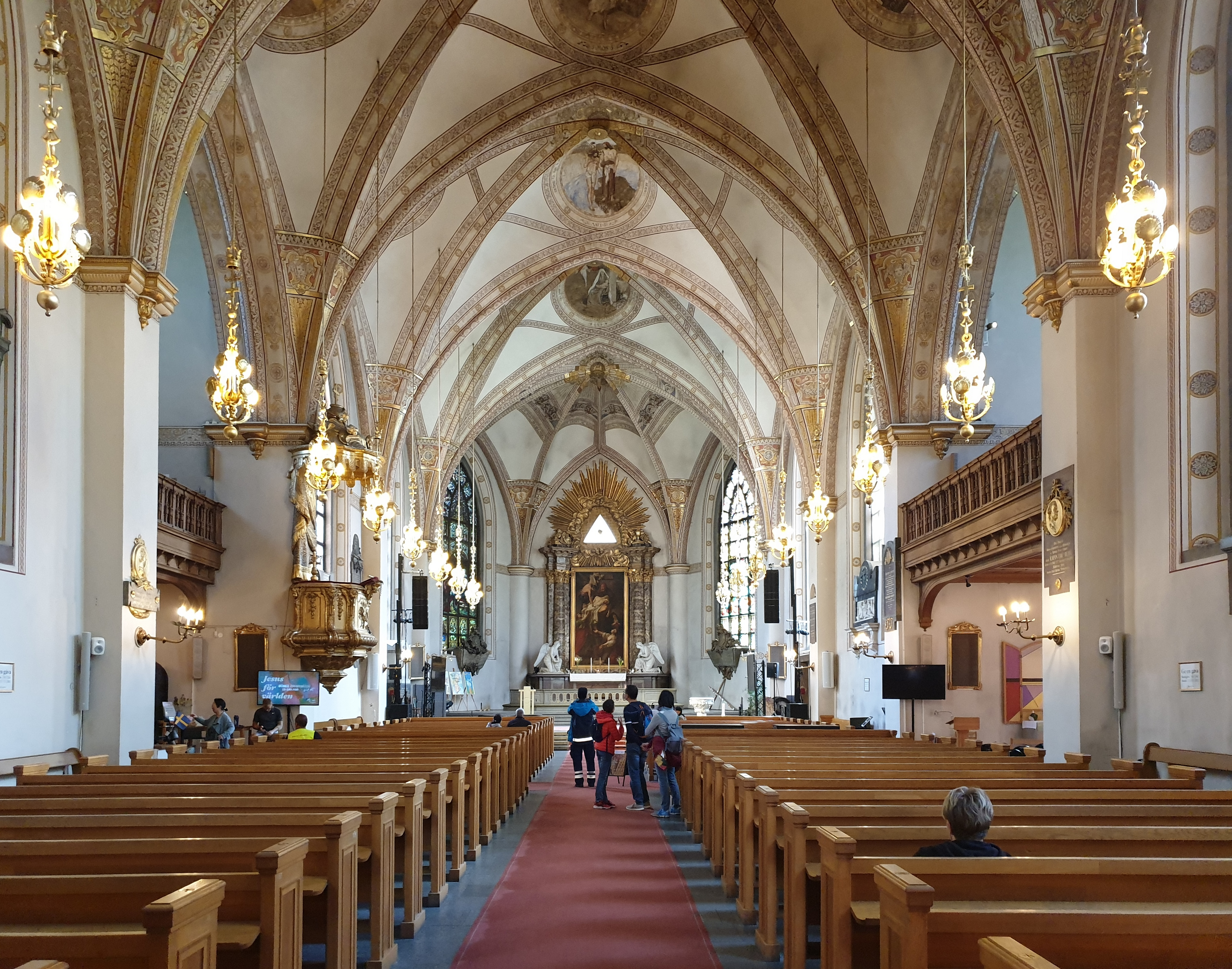
Innenansicht Richtung Altar

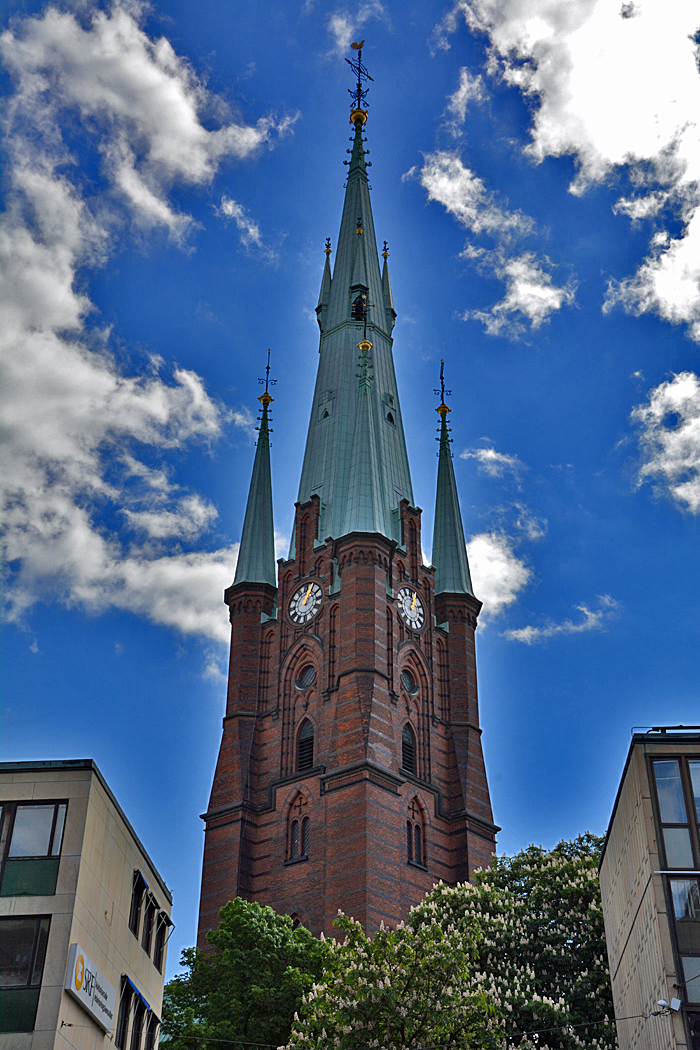
Glockenturm

Die Klarakirche (schwedisch S:ta Clara kyrka oder Klara kyrka) ist ein Kirchengebäude im Zentrum der schwedischen Hauptstadt Stockholm. Die Kirche steht in der Nähe des Hauptbahnhofs im Stadtteil Norrmalm. Als Kyrkligt kulturminne steht sie unter gesetzlichem Schutz.

## Geschichte und Architektur
In den 1280er Jahren etablierte sich an gleicher Stelle ein Nonnenkloster mit Kirche. Die gesamte Klosteranlage wurde 1527 im Auftrag von Gustav Wasa abgerissen. Heute existieren nur noch zwei Türen zu einem Altarschrank aus dieser Zeit. Die heutige Kirche entstand unter Johann III., der dafür den holländischen Baumeister Henrik van Huwen nach Schweden bestellte. Es wird angenommen, dass auch Willem Boy, der damalige Hofarchitekt, am Bau beteiligt war.
Das Gebäude aus Ziegelsteinen mit dem Grundriss eines lateinischen Kreuzes erhielt ein hohes spitzes Dach auf dem Kirchturm. Langhaus, Querhaus und Turm entstanden zwischen 1572 und 1590. Der Kirchenraum ist durch ein Kreuzgewölbe überdeckt. Die Sakristeien wurden östlich und westlich an den nördlichen Kreuzarm angebaut. Dabei entstand die westliche Sakristei, die im 19. Jahrhundert noch einmal erweitert wurde, im Jahre 1651. An den Giebeln der Querschiffe befinden sich Treppenhäuser und rund um den Turm entstanden gleichseitige Anbauten. Ein weiteres Treppenhaus wurde 1726, wahrscheinlich nach Zeichnungen von Göran Josuae Adelcrantz, am südlichen Kreuzarm gebaut.
Ein verheerender Brand erfasste das Gebäude 1751; der Wiederaufbau wurde ein Jahr später nach Zeichnungen von Carl Hårleman begonnen. Das nördliche Treppenhaus entstand und das Dach erhielt seine heutige Form. Der Turm und die Fassaden bekamen ihr jetziges Aussehen bei der Renovierung von 1884 bis 1886 durch Helgo Zettervall. Die Inneneinrichtung ist heute geprägt durch die Renovierung von 1906/07 durch Agi Lindegren. Olle Hjortzberg (1872–1959) verzierte die Gewölbe mit Gemälden.
In den 1930er Jahren wurde das 1.400 m² große Kirchendach mit 1.600 Kupferplatten mit einem Gesamtgewicht von 10.000 Kilogramm gedeckt. Der Kirchturm ist mit 116 Metern der zweithöchste in Schweden und Skandinavien (nach dem Dom in Uppsala) und das fünfthöchste Gebäude in Schweden.
Die Restaurierung von 1963 bis 1965 unter Artur von Schmalensee hatte hauptsächlich technische Bedeutung.

## Kirchengemeinde
Die Kirchengemeinde gehörte zum Bistum Stockholm der Schwedischen Kirche. Seit 1989 ist sie mit den Gemeinden der Storkyrkan und der Jakobskirche zur Stockholms domkyrkoförsamling zusammengeschlossen.
Wie schon in der Zeit der Selbständigkeit dient die Kirche weiterhin auch als Basis für umfassende Hilfeleistungen gegenüber bedürftigen Personen im Zentrum Stockholms. Dabei werden beispielsweise Obdachlose, Alkoholkranke und Flüchtlinge mit Kleidern und Essen versorgt oder Prostituierte sowie gestresste und kranke Personen sowie Häftlinge in umliegenden Gefängnissen mit Gesprächen und Gebeten unterstützt. Der Verein „Freunde der Klarakirche“ unterstützt die Arbeit. Er hat auch Jugendgruppen, Gebets- und Bibelstundengruppen und führt Kurse zu den Grundlagen des christlichen Glaubens durch.

## Inneneinrichtung
Das Altargemälde von 1766 wurde durch J. Hoffman geschaffen. Der Altaraufsatz entstand 1787 bis 1790 nach einem Entwurf von Carl Fredrik Adelcrantz, das Taufbecken schuf T. Thorén 1908.
Der Altar wird von zwei knienden Engeln umrahmt, die 1904 nach Gipsoriginalen von Johan Tobias Sergel gemeißelt wurden. Die Kanzel entstand wahrscheinlich 1753 nach Carl Hårlemans Zeichnungen.

## Friedhof und bedeutende Gräber
Der durch einen Eisenzaun abgegrenzte Friedhof, mit fast identischer Lage und Größe wie im 17. Jahrhundert, wird überwiegend von modernen Gebäuden gesäumt. Hier finden sich verschiedene Grabchöre aus dem 18. Jahrhundert und eine Grabkapelle von 1889. Außerdem gibt es Geschäfts- und Vorratsbauten sowie eine Schule.
Bei oder in der Kirche wurden der Nationaldichter Carl Michael Bellman, die Schriftsteller Anna Maria Lenngren und Carl Gustaf af Leopold, der Ministerpräsident Gustaf Åkerhielm, der Staatssekretär Leonhard Klinckowström und die Kochbuchautorin Cajsa Warg begraben.

## Galerie

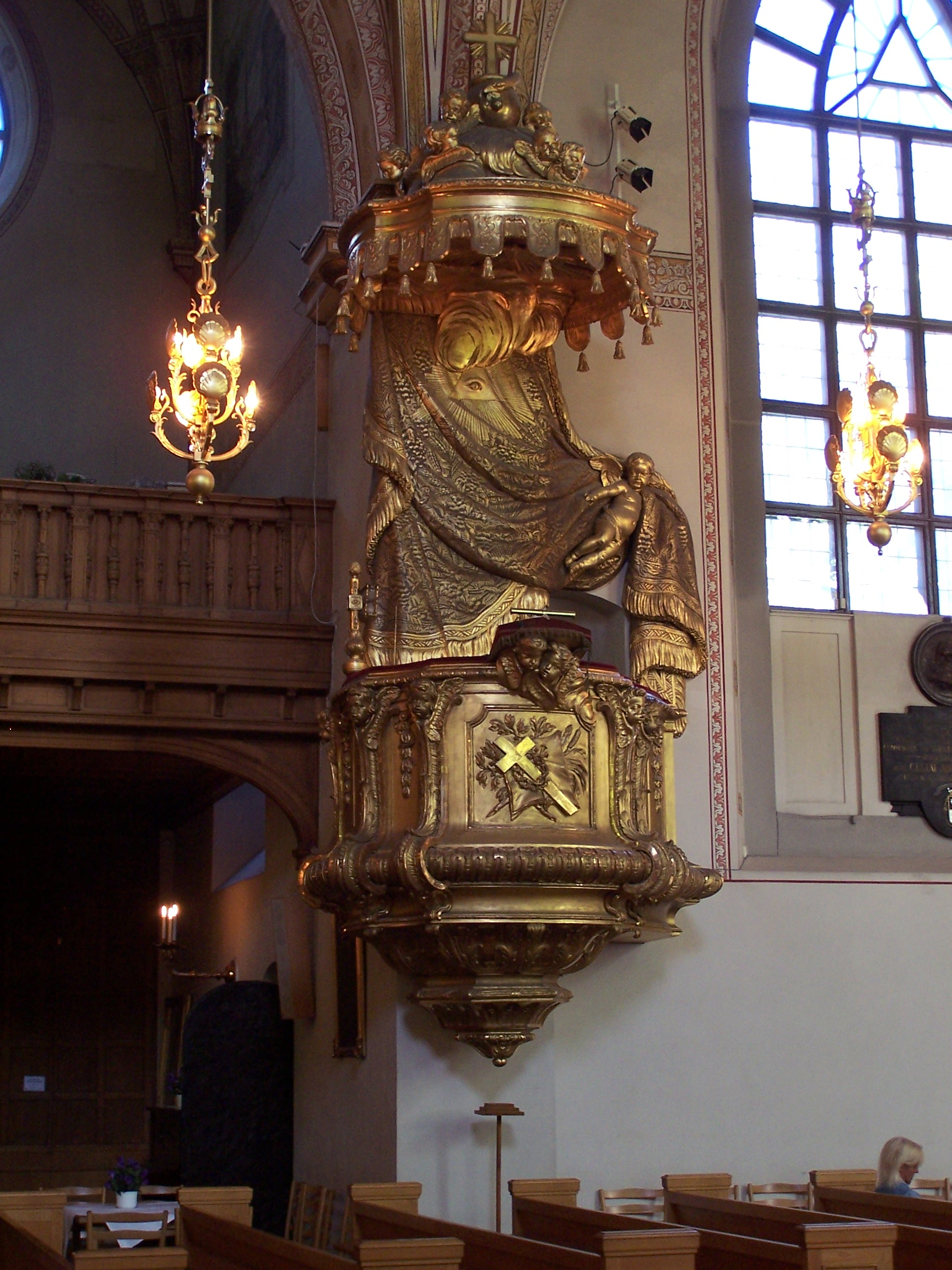
Die Kanzel
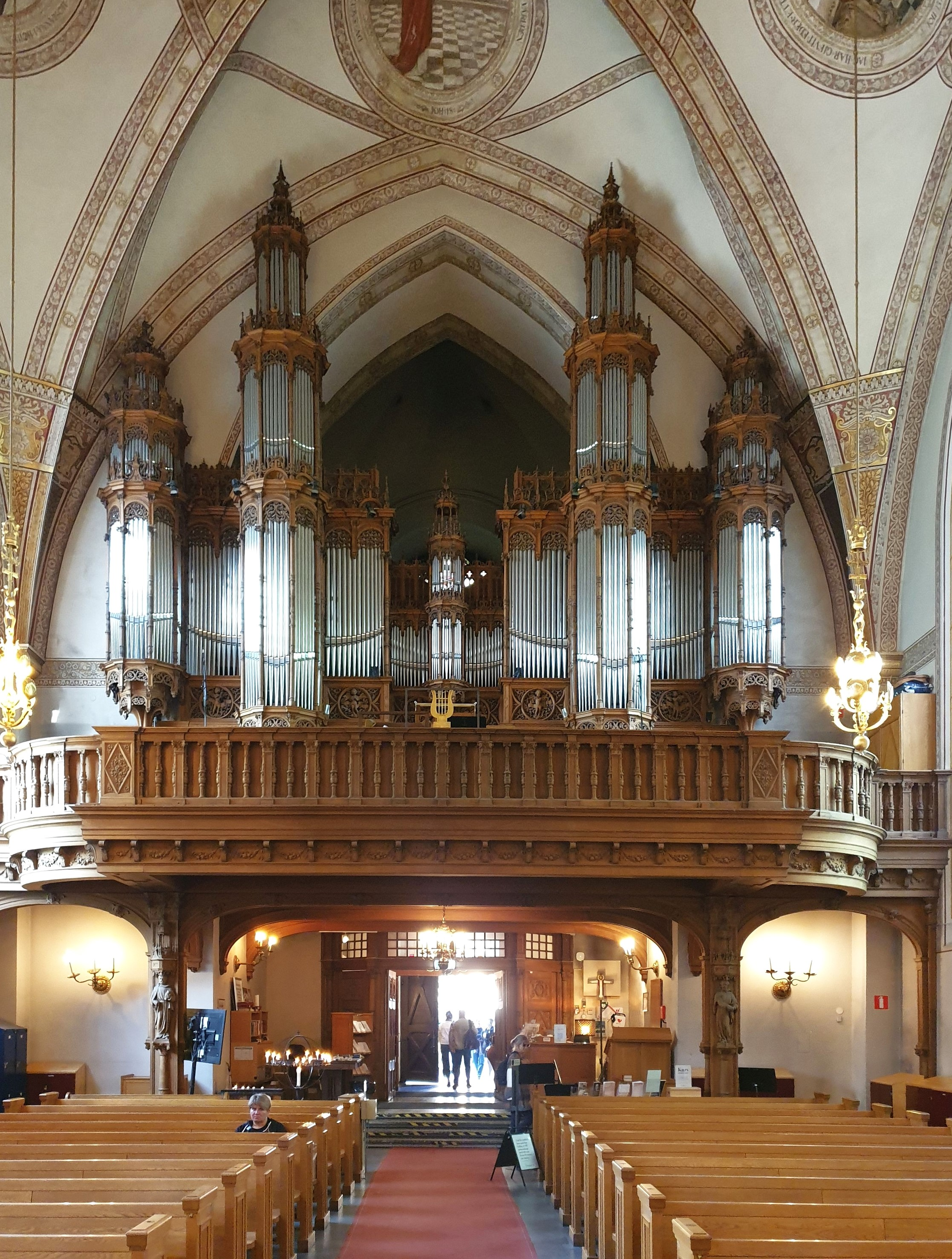
Die Orgel
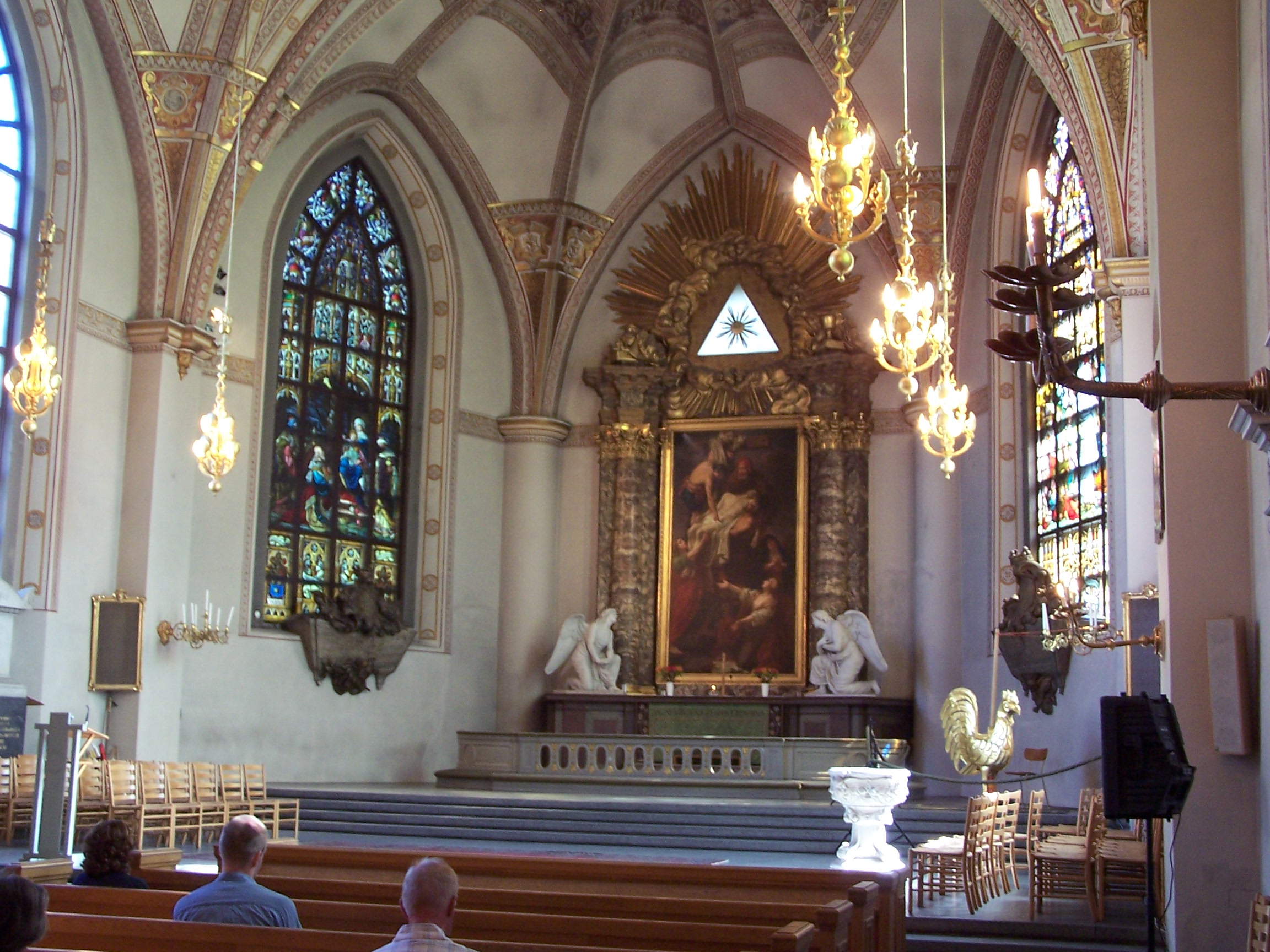
Der Chor mit dem Altar und dem Taufbecken
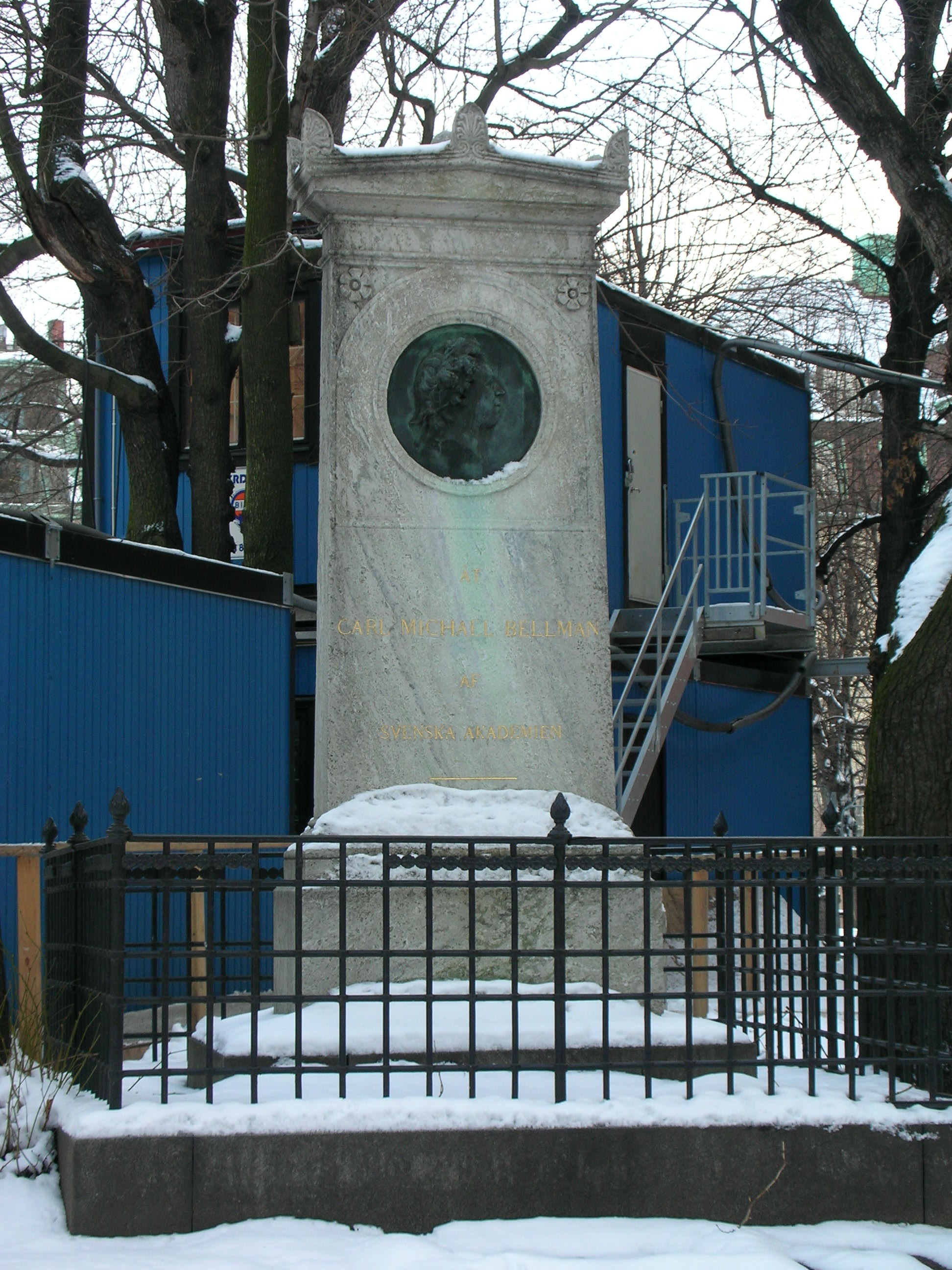
Gedenkstein für Carl Michael Bellman